# Капилья, Хоакин
Хоакин Капилья Перес (исп. Joaquín Capilla Pérez, 23 декабря 1928, Мехико — 8 мая 2010, Мехико) — мексиканский прыгун в воду, олимпийский чемпион Игр в Мельбурне (1956).
В 1948 году 19-летний Капилья выиграл бронзу на 10-метровой вышке на лондонской Олимпиаде, став первым мексиканским прыгуном в воду, получившим олимпийскую медаль. На Играх в Хельсинки (1952) стал серебряным призёром в прыжках с вышки, а на мельбурнских Олимпийских играх 1956 года победил в той же дисциплине. Он опередил американца Гэри Тобиана лишь на 0,03 балла, представители США заявили свой протест на судейство, но он был отклонен. Через 4 года на Олимпиаде в Риме Тобиан всё же стал олимпийским чемпионом в прыжках с 3-метрового трамплина, а на вышке выиграл ещё одно серебро.
Четырёхкратный чемпион Панамериканских игр (1951 — дважды, 1955 — дважды).
В 1976 году имя спортсмена было включено в Международный зал славы водных видов спорта.
Старший брат Хоакина Альберто Капилья (род. 1926) также занимался прыжками в воду и дважды участвовал в Олимпийских играх (5-е место в прыжках с вышки на Играх 1952 года в Хельсинки).